# Oden (Horatius)

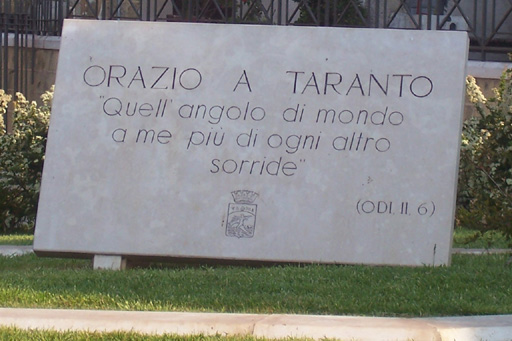
Horatius aan Septimius, citaat uit Oden, Boek 2. Gedenkplaat in Taranto in Zuid-Italië. Dit hoekje van de wereld glimlacht mij als geen ander toe.

Oden of Carmina (Liederen) is een gedichtenbundel van de Romeinse dichter Horatius. De Oden werden gepubliceerd in 23 v.Chr. (Boek 1-3) en 13 (Boek 4) en vormen een hoogtepunt in de Latijnse literatuur. Het motto Carpe diem werd voor het eerst gebruikt in de Ode boek I nummer 11 (Ode I,11). Een bekend gedicht is O fons Bandusiae.
De Oden zijn een bewuste imitatie van de korte lyrische gedichten van onder meer de Griekse dichters Pindarus, Sappho en Alcaeus. Horatius slaagde erin deze oude vormen te bezigen voor het geven van commentaar op het maatschappelijk leven van het Rome van Augustus. Hoewel de Oden doorgaans als zuiver literaire werken werden beschouwd, heeft de Horatius-specialist Lyons onlangs aanwijzingen gevonden dat deze gedichten voor opvoeringen bedoeld waren, als een Latijnse interpretatie van het Griekse lyrische lied.

## Boek 1
Boek 1 bestaat uit 38 gedichten, onder meer
I.3 Sic te diva potens Cypri, een propempticon (reisgedicht) voor zijn tijdgenoot de dichter Virgilius.
I.4, Solvitur acris hiems een hymne aan de lente waarin Horatius zijn vriend Sestius aanspoort vitae summa brevis spem nos vetat incohare longam (Onze korte levensduur dwingt ons om af te zien van een verre toekomst)
I.5, Quis multa gracilis te puer in rosa, over de coquette Pyrrha, vertaald door onder meer John Milton.
I.11, Tu ne quaesieris, een kort weerwoord gericht tot een vrouw die zich zorgen maakt om de toekomst. Het eindigt met de beroemde regel carpe diem, quam minimum credula postero (pluk de dag en reken zo min mogelijk op morgen).
I.22, Integer vitae, een vermakelijke ode die begint als een plechtige aanprijzing van een oprechte levenswijze maar eindig als een komisch-heldhaftig liefdeslied.
I.33, Albi, ne doleas, troost voor de tijdgenoot en dichter Tibullus vanwege een verloren liefde.

## Boek 2
Boek 2 bestaat uit 20 gedichten, onder meer:
II.14, Eheu fugaces, een ode aan Postumus over de vergeefsheid van rijkdom te verzamelen die begint met Eheu fugaces, Postume, Postume, labuntur anni! (Helaas, de vluchtige jaren glijden voorbij, Postumus, Postumus)

## Boek 3
Boek 3 bestaat uit 30 gedichten.
III.1-6 De tekstcriticus uit de Oudheid Pomponius Porphyrion zag de eerste zes oden van dit boek als een vaderlandslievend geheel met een morele strekking voor alle Romeinse burgers. Deze zes "Romeinse oden", zoals ze sindsdien genoemd worden (door H.T. Plüss in 1882) hebben hetzelfde metrum en bewieroken de Romeinse deugden en de glorie van Rome onder augustus. Ode III.2 bevat de beroemde regel "Dulce et decorum est pro patria mori" (Het is prettig en eervol om voor het vaderland te sterven). Ode III.5 Caelo tonantem credidimus Jovem ziet Augustus als een nieuwe Jupiter die voorbestemd is om in het Rome van zijn tijd de moed van oude Romeinse helden als Marcus Atilius Regulus te laten herleven. Het verhaal van Marcus beslaat het halve gedicht.
III.13, O fons Bandusiae, een beroemde beschrijving van de bron van Bandusia.
III.29, Tyrrhena regum progenies, een uitnodiging aan Horatius' sponsor Maecenas om de Sabijnse boerderij van de dichter te bezoeken.
III.30, Exegi monumentum, sluit Boek 3 af. Horatius bluft dat hij Exegi monumentum aere perennius (Ik heb een gedenkteken opgericht dat duurzamer is dan brons).

## Boek 4
In het jaar 13 kwam Horatius met een vierde boek Oden met 15 gedichten die besteld waren door Augustus. Horatius wijst op de sprong in de tijd in de eerste regel van het eerste gedicht: Intermissa, Venus, diu / rursus bella moves (Venus, je keert terug naar lang onderbroken veldslagen). Boek vier bevat onder meer:
IV.7 Diffugere nives, net als I.4 een lenteode, maar nu met andere accenten.
IV.9 Ne forte credas, een ode aan Lollius over de macht van de dichtkunst met de beroemde regel, "Vixere fortes Agamemnona", "Dappere mannen bestonden vóór Agamemnon".
IV.10 O crudelis adhuc, een ode aan de jonge Ligurinus over de onvermijdelijke ouderdom die mogelijk wijst op een pederastische verhouding